# تریپ فیلیپس
 تریپ فیلیپس (انگلیسی: Tripp Phillips؛ زاده ۲۷ اوت ۱۹۷۷) یک تنیس‌باز اهل ایالات متحده آمریکا است.